# 卵黄嚢

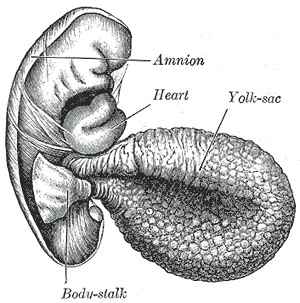
人間の胚（2.6mm）

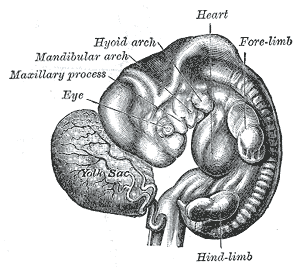
人間の胚（31 -34日目）

卵黄嚢（らんおうのう、Yolk sac、Vitelline sac、Saccus vitellinus）は、魚類・羊膜類などの妊娠期における、卵黄を包む膜状の嚢（袋）。

## 人間の卵黄嚢
卵黄嚢という名称だが、（魚類などと違い）嚢内に卵黄はなく、液が入っている。臍小胞 (umbilical vesicle) とも呼ばれる。
胎生して約2週目で、ヒューザー膜（ホイザー膜、胚外体腔膜とも呼ぶ）で覆われた一次卵黄嚢が形成される。そして卵黄嚢壁に「血島」（血管や血球の原基）ができる。（ここでの造血活動は卵黄嚢造血と呼ばれ、胎生10日～2ヶ月の間の造血が行われる。）
一次卵黄嚢 primary yolk sac（原始卵黄嚢 primitive yolk sac）は縮んで消滅するが、二次卵黄嚢 secondary yolk sacもできる。
最終的に、二次卵黄嚢の背方部は原腸となり、他は萎縮する。
中腸と卵黄嚢をつなぐ卵黄腸管は通常6週目までに消失するが、小腸側に遺残するとメッケル憩室が生じる。